# Sylvia Kristel
Sylvia Maria Kristel (Utrecht, 28 de septiembre de 1952-La Haya, 17 de octubre de 2012), conocida artísticamente como Sylvia Kristel, fue una actriz y modelo neerlandesa que participó en más de 50 películas. Su papel más destacado y que le lanzó a la fama fue la película erótica francesa Emmanuelle (1974).

## Primeros años
Kristel nació en Utrecht, Países Bajos, y creció en un hotel propiedad de sus padres, Jean-Nicholas Kristel y su esposa Pietje Hendrika Lamme. En su autobiografía de 2006, Nue, ella declaró que fue víctima de abuso sexual por el huésped de un hotel cuando tenía nueve años de edad, una experiencia de la que no quiso hablar. Sus padres se divorciaron cuando ella tenía catorce años después de que su padre abandonó la familia por otra mujer. «Fue la cosa más triste que me ha pasado nunca», dijo sobre la experiencia de la separación de sus padres.

## Carrera
Trabajó como secretaria antes de convertirse en modelo, y cuando tenía 20 años ganó los concursos de belleza Miss TV Holland y Miss TV Europe. Era políglota y hablaba holandés, inglés, francés, alemán e italiano con fluidez, así como varios otros idiomas en menor medida. Kristel alcanzó fama mundial en 1974 por interpretar el papel protagonista en la película softcore Emmanuelle, que es una de las películas francesas de mayor éxito jamás producidas. 
Después del éxito de Emmanuelle, a menudo interpretó papeles que aprovechaban esa imagen sexualmente provocativa, como en una adaptación de Lady Chatterley's Lover (1981) y la película biográfica de la espía de la Primera Guerra Mundial en Mata Hari (1985). Su imagen típica de Emmanuelle la acompañó hasta Estados Unidos, donde interpretó a Nicole Mallow, una criada que seduce a un adolescente en la comedia sexual Private Lessons (1981). Otra de las principales apariciones cinematográficas en Estados Unidos fue en la comedia The Nude Bomb (1980). Aunque Private Lessons fue una de las películas independientes de mayor recaudación de 1981 (ranking #28 en el bruto interno de los Estados Unidos), Kristel no percibió ninguno de los beneficios y continuó apareciendo en películas y la última vez que interpretó a Emmanuelle fue a principios de los noventa.
En mayo de 1990, apareció en la serie de televisión My Riviera, filmada en su casa de Saint-Tropez y ofreciendo perspectivas de su vida y motivaciones en una entrevista con el director-escritor Michael Feeney Callan. En el 2001, interpretó un pequeño papel en el debut del cineasta holandés Cyrus Frisch, Forgive Me. En mayo del 2006, recibió un premio en el Festival de cine de Tribeca de Nueva York por dirigir el cortometraje de animación Topor and Me, escrito por Ruud Den Dryver. El premio fue presentado por Gayle King. Tras un receso de ocho años, actuó en la película Two Sunny Days (2010), y ese mismo año, en su último papel como actriz, interpretó a Eva de Leeuw en la serie de televisión The Swing Girls.

## Vida privada

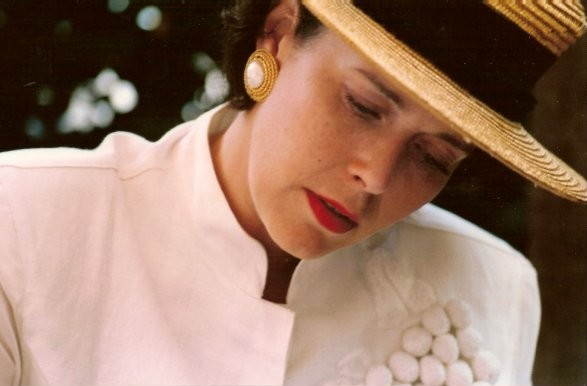
Sylvia Kristel en el Festival de Cannes (1990)

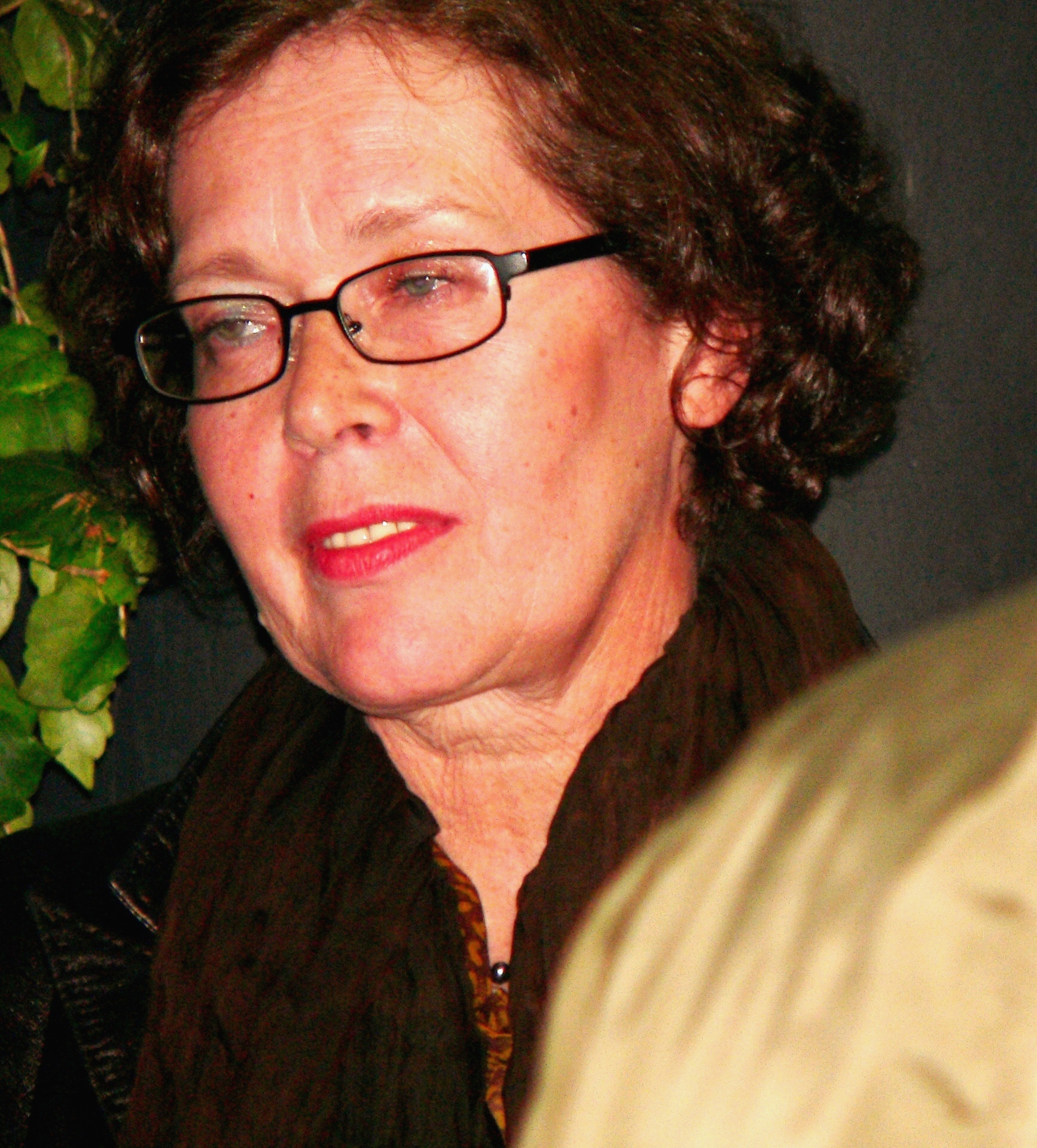
Sylvia Kristel en 2007

En septiembre de 2006 se publicó en Francia la autobiografía de Kristel, Nue (Desnuda), en la que describió su turbulenta vida personal arruinada por la adicción a las drogas, el alcohol y su búsqueda de una figura paterna, que se tradujo en algunas relaciones destructivas con hombres mayores. El libro recibió algunas críticas positivas.
Tuvo su primera relación seria con el autor belga Hugo Claus, que era 24 años mayor que ella, con quien tuvo a su único un hijo, Arthur, en 1975. Dejó a su esposo por el actor británico Ian McShane, a quien había conocido en el rodaje de la película The Fifth Musketeer, en 1977. Se mudaron juntos a Los Ángeles, donde él prometió ayudarla a lanzar su carrera en Estados Unidos. Sin embargo, su romance de cinco años no supuso un cambio significativo en la carrera de Kristel, sino una relación que ella describe en su autobiografía como «horrible. Era ingenioso y encantador, pero nos parecíamos demasiado». Comenzó a consumir cocaína tras dos años de relación. Esto le causó su declive, aunque en ese momento pensó que era una «supervitamina, una sustancia muy de moda, sin peligro, pero cara, mucho más excitante que ahogarse en alcohol, un combustible necesario para mantenerse en el ritmo». También dijo que estaba embarazada de McShane, pero tuvo un aborto espontáneo cuando sufrió una caída. Kristel también tuvo una relación con el cantante francés Michel Polnareff. Reconoció también las relaciones románticas con Gérard Depardieu, Roger Vadim y Warren Beatty.
Kristel fue entrevistada en 2006 para el documental Hunting Emmanuelle. Ella describió cómo tomó una serie de malas decisiones debido a una costosa adicción a la cocaína. Una de esas decisiones fue vender su porcentaje de participación en Private Lessons a su agente por 150 mil dólares. La película recaudó más de 26 millones de dólares a nivel nacional. Después de McShane, se casó dos veces, primero con un hombre de negocios estadounidense. Ese matrimonio terminó después de cinco meses, y más tarde se casó con el productor de cine Phillippe Blot. Pasó una década con el productor de radio belga Fred De Vree, hasta su muerte.

## Enfermedad y muerte
Kristel era una gran consumidora de cigarrillos sin filtro desde los once años de edad. Se le diagnosticó un cáncer de garganta en 2001 y se sometió a tres ciclos de quimioterapia y una cirugía después de que la enfermedad se extendiera a sus pulmones. El 12 de junio de 2012 sufrió un evento cerebrovascular y fue hospitalizada en estado crítico. Cuatro meses después murió mientras dormía en su casa de La Haya, a los 60 años de edad, por cáncer de garganta, pulmón y esófago. Dejó un hijo, Arthur Claus, y una hermana menor, Marianne. Sylvia Kristel está enterrada en su ciudad natal, Utrecht, Países Bajos.
Durante sus últimos años de vida se dedicó a exponer pinturas en Ámsterdam.

## Filmografía
- 1973: Frank y Eva, de Pim de la Parra.
- 1974: Emmanuelle, de Just Jaeckin.
- 1975: Emmanuelle 2 (La antivirgen), de Francis Giacobetti.
- 1977: Alicia o la última fuga, de Claude Chabrol.
- 1977: Adiós Emmanuelle, de François Leterrier.
- 1978: Mysteries, de Paul de Lussanet.
- 1979: Aeropuerto 80, de David Lowell Rich.
- 1980: The Nude Bomb, de Clive Donner.
- 1979: El quinto mosquetero, de Ken Annakin.
- 1979: Camas calientes, de Luigi Zampa.
- 1981: El amante de lady Chatterley, de Just Jaeckin.
- 1981: La primera lección Lecciones privadas (en Uruguay), de Alan Myerson.
- 1983: Escuela privada, de Noel Black.
- 1984: Emmanuelle 4, de Francis Leroi & Iris Letans.
- 1985: Mata Hari, de Curtis Harrington.
- 1987: Casanova (TV), de Simon Langton.
- 1989: La viuda de Drácula, de Christopher Coppola.
- 1992: Emmanuelle 7, de Francis Leroi.
- 1995: El amor de Emmanuelle (TV), de Francis Leroi.
- 1995: El encanto de Emmanuelle (TV), de Francis Leroi.
- 1995: El perfume de Emmanuelle (TV), de Francis Leroi.
- 1995: El secreto de Emmanuelle (TV), de Francis Leroi.
- 1995: Emmanuelle en Venecia (TV), de Francis Leroi.
- 1995: Eternamente Emmanuelle (TV), de Francis Leroi.
- 1995: La venganza de Emmanuelle (TV), de Francis Leroi.
- 2001: Forgive me, de Cyrus Frisch.
- 2001: De vriendschap
- 2002: Bank
- 2010: The Swing Girls (TV)
- 2010: Two Sunny Days (TV)